# Grant Taylor
Pour les articles homonymes, voir Taylor.
Ronald Grant Taylor (né le 6 décembre 1917, mort le 26 janvier 1971) est un acteur anglo-australien connu pour son personnage du General Henderson dans la série de science fiction UFO, alerte dans l'espace et pour son rôle principal dans le film Quarante mille cavaliers (Forty Thousand Horsemen) en 1940.

## Biographie
Grant Taylor nait à Newcastle upon Tyne en Angleterre, mais émigre en Australie avec ses parents alors qu'il est encore enfant. Pendant une période il est boxeur à Melbourne soue le pseudonyme de Lance Matheson. D'après un journal local, il a disputé 70 combats, en a perdu huit et a fait 11 match nul. Il passe une audition pour un rôle dans Gone to the Dogs (1939) et n'est pas retenu, mais fait la connaissance de l'acteur sud-africain Alec Kellaway qui le persuade de suivre des cours au Cinesound's Talent School. Son physique avantageux et son charme naturel séduisent le réalisateur Ken G. Hall qui le retient pour le rôle principal de Dad Rudd, M.P. (1940). Il est alors retenu par Charles Chauvel pour tenir un des rôles principaux du film Quarante mille cavaliers (Forty Thousand Horsemen qui va lancer sa carrière au cinéma, poursuivie par la suite à la télévision.
Il meurt en 1971 d'un cancer.

## Filmographie partielle
- 1940 : Dad Rudd, M.P.
- 1940 : Quarante mille cavaliers (Forty Thousand Horsemen) de Charles Chauvel
- 1944 : The Rats of Tobruk de Charles Chauvel
- 1950 : The Kangaroo Kid de Lesley Selander
- 1954 : Le Roi des îles (His Majesty O'Keefe) de Byron Haskin
- 1954 : Le Pirate des mers du Sud de Byron Haskin
- 1959 : L'Île des réprouvés de Harry Watt
- 1964 : Sherlock Holmes (série télévisée)
- 1967 : Les Monstres de l'espace de Roy Ward Baker
- 1967-1969 : Les Champions (série télévisée)
- 1970-1973 : UFO, alerte dans l'espace (série télévisée)